# Republika Kuwejtu
Republika Kuwejtu (جمهورية الكويت) – krótkotrwałe państwo marionetkowe, powstałe w następstwie agresji Iraku na Kuwejt we wczesnym etapie I wojny w Zatoce Perskiej. W trakcie inwazji rząd Iraku oświadczył, że wysłał wojska do Kuwejtu w celu wsparcia wewnętrznego zamachu stanu (na życzenie puczystów) zainicjowanego przez tamtejszych rewolucjonistów.

## Historia
Tymczasowy Rząd Wolnego Kuwejtu został powołany 4 sierpnia przez irackie władze. Na czele rządu stanęło dziewięciu kuwejckich oficerów (czterech pułkowników i pięciu majorów), a premierem został Ala Husajn Ali, który jednocześnie był głową państwa (Ra’is al-Wuzara), dowódcą naczelnym armii, ministrem obrony i ministrem spraw wewnętrznych. Obalony emir Dżabir as-Sabah uciekł z Kuwejtu i założył rząd na uchodźstwie z siedzibą w Arabii Saudyjskiej. Emir i rodzina królewska przez wojskowych puczystów oskarżeni zostali o działania antyludowe, antydemokratyczne, proimperialistyczne i syjonistyczne. Dotychczasowy rząd oskarżony został również o defraudacje środków państwowych w celu osobistego wzbogacenia się rodziny. W wyniku inwazji irackiej dotychczasowe formacje wojskowe zastąpiła kuwejcka Armia Ludowa licząca według niej samej 100 tysięcy ochotników, a prawa obywatelskie nadano arabskim emigrantom przebywającym w kraju. Republikański rząd wydawał własne pismo An-Nida.
7 sierpnia Tymczasowy Rząd Wolnego Kuwejtu ogłosił Kuwejt republiką z premierem Husajnem Alim na czele. Dzień później rząd ogłosił zjednoczenie Iraku i Kuwejtu, co usprawiedliwiano historycznymi roszczeniami. Na mocy zjednoczenia Husajn Ali został wicepremierem Iraku, a gubernatorem Kuwejtu mianowany został Ali Hasan al-Madżid. Rząd twierdził, że iracka obecność w Kuwejcie ograniczy się do wspierania rządu na czas zagrożeń dla jego bezpieczeństwa oraz pozwoli doprowadzić Kuwejt do „nowej ery wolności, demokracji, sprawiedliwości i prawdziwego dobrobytu w społeczeństwie”. Rząd realizował proiracką politykę, minister spraw zagranicznych republiki Walid Sa’ud Abd Allah zdołał osiągnąć rozgłos po tym, gdy zagroził użyciem siły wobec państw nalegających na agresje wobec Iraku i republikański Kuwejt. Irak w celu wzmocnienia rządu tymczasowego już 4 sierpnia wysłał do kraju Sabawiego Ibrahima al-Tikritiego (przyrodniego brata Saddama Husajna) ze służb Głównej Dyrekcji Wywiadu w celu budowy kuwejckich służb bezpieczeństwa. Rząd nieudolnie próbował nakłonić kuwejckie grupy opozycyjne względem monarchy do udziału w pracach rządu – grupy te odmówiły jednak współpracy i udzieliły poparcia monarchii.
28 sierpnia terytorium Republiki Kuwejtu zostało przekształcone w Gubernatorstwo Kuwejtu – 19. prowincję Iraku. Utworzenie republiki, a następnie jej włączenie do Iraku spotkało się ze sprzeciwem ze strony Zachodu. W związku z odmową wycofania się Irakijczyków z Kuwejtu Stany Zjednoczone doprowadziły do zbrojnej interwencji przeciwko rządowi irackiemu, a 26 lutego 1991 roku rządy irackie w Kuwejcie zostały zakończone.

## Skład rządu
- Premier, minister obrony i spraw wewnętrznych: pułkownik Ala Husajn Ali
- Minister spraw zagranicznych: pułkownik Walid Muhammad Abd Allah Sa’ud
- Minister ropy i finansów: pułkownik Fu’ad Husajn Ahmad
- Minister informacji i transportu: major Fadil Hajdar al-Wafiki
- Minister zdrowia publicznego i mieszkalnictwa: major Miszal Sad al-Hadab
- Minister spraw społecznych, zatrudnienia i pracy: pułkownik Husajn Ali asz-Szammari Duhajman
- Minister edukacji i szkolnictwa Wyższego: major Nasir al-Mandil Mansur
- Minister sprawiedliwości i spraw prawnych oraz minister spraw islamskich i Wakf: major Isam Abd al-Madżid Husajn
- Minister handlu, elektryczności i planowania: major Jakub Muhammad Szallal[18]